# Autoperipatetikos
Autoperipatetikos és el nom amb el qual es coneix a una nina creada el 1862 per Enoch Rice Morrison. Innovadora en el seu moment, aquesta nina destaca per ser la primera de la història capaç de desplaçar-se per si mateixa.

## Història i descripció de la nina
El mecanisme de l' autoperipatetikos (del grec, «auto» (αὐτο, de o per un mateix) i «peripatetikos» (περιπατητικός, caminar)), va obtenir la patent núm 33.019 en benefici d'Enoch Rice Morrison el 6 d'agost de 1861 a la Ciutat de Nova York (a la base que cobreix el mecanisme de les nines figura que les mateixes van ser patentades als Estats Units d'Amèrica el 15 de juliol de 1862 i a Europa el 20 de desembre de el mateix any). Aquesta patent registrava un mecanisme de rellotgeria el qual dotava de mobilitat a les cames de la nina; aquest mecanisme es trobava amagat sobre una base de fusta de la qual sobresortien les cames, quedant aquesta base oculta per una faldilla interior de cartró coberta al seu torn per una voluminosa crinolina.
Aquestes nines, d'aproximadament 25 centímetres d'alçada, solien tenir inicialment un cap de porcellana (coneguda com a «nina xinesa»), encara que posteriorment el cap es va fabricar amb tela.
Manufacturada a la Ciutat de Nova York sembla ser per David S. Cohen i Joseph Lió & Co (altres fonts afirmen que era l'empresa Martin & Runyon qui s'encarregava de la seva manufactura a Nova York), la joguina va ser també patentada a Anglaterra el 1862 i fabricada i / o distribuïda per Martin & Runyon, encara que a diferència dels models anteriors, aquestes tenien un cos esvelt de dona.

## El mecanisme de la nina
El mecanisme locomotor consistia en una mena de capsa de fusta recolzat sobre les cames de l'autòmat el qual, accionant un ressort (o un mecanisme de corda en el cas concret de l'autoperipatetikos), creava un moviment semblant a l'acció de caminar dels éssers humans; gràcies a una sèrie de rodes dentades allotjades als peus de llautó de la nina, les cames es desplaçaven cap endavant de manera realista, mantenint l'equilibri a causa que cada peu posseïa una barra que s'estenia fins a l'altre extrem.

## Crítiques
Tot i la popularitat i a la innovació que va suposar aquesta joguina en el seu moment, el metge Oliver Wendell Holmes va considerar a aquestes nines, igual que a altres autòmats de l'època, eren pobres imitacions de l'acció de caminar dels éssers humans.